# Dianema (Schleimpilzgattung)
Dianema ist eine Gattung von Schleimpilzen aus der Ordnung der Trichiida. Sie umfasst zehn Arten, darunter einige sogenannte nivicole.

## Merkmale
Die Fruchtkörper sind zerstreut, gehäuft oder plasmodiokarp stehende Sporokarpe. Das Peridium ist entweder häutig oder knorpelig. Das Capillitium besteht aus einfachen oder gegabelten schmalen Fäden, die an der Oberfläche glatt oder schwach aufgeraut sind. Sie sind am Ansatz des Sporokarps sowie meist auch am oberen Peridium verankert. Die Sporen sind im Durchlicht blassgelb.

## Verbreitung
Dianema-Arten wurden bisher nachgewiesen in Europa (z. B. Skandinavien, Mitteleuropa), Asien (z. B. Mongolei, China) und Nordamerika (z. B. Kalifornien, Colorado, Mexiko). Funde aus Südamerika waren bis 1976 nicht bekannt; es gilt aber als unzweifelhaft, dass sie in den dortigen Gebirgen bei intensiver Suche ebenfalls entdeckt werden. Insgesamt aber werden sie nur selten gefunden, am weitesten verbreitet ist Dianema corticatum. Einige Arten sind nivicol, das heißt, sie wachsen zur Zeit der Schneeschmelze an der Schneegrenze.

## Systematik und Forschungsgeschichte
Die Gattung wurde 1891 von George Abraham Rex erstbeschrieben, die Typusart ist Dianema harveyi. Die Gattung umfasst zehn Arten:
- Dianema harveyi
- Dianema corticatum
- Dianema depressum
- Dianema aggregatum
- Dianema nivale
- Dianema subretisporum
- Dianema repens
- Dianema insconpicuum
- Dianema mongolicum
- Dianema microsporangium

## Nachweise
Fußnoten direkt hinter einer Aussage belegen die einzelne Aussage, Fußnoten direkt hinter einem Satzzeichen den gesamten vorangehenden Satz. Fußnoten hinter einer Leerstelle beziehen sich auf den kompletten vorangegangenen Absatz.
1. ↑  H. W. Keller, M. Skrabal, U. H. Eliasson & T. Gaither: A new tree canopy myxomycete in the Great Smoky Mountains National Park. In: ICSEM 4 Abstracts, Scripta Botanica Belgica 22, 2002, zitiert nach: David W. Mitchell: World inventory of myxomycete species - Descriptions and taxonomic references., 2010 Edition, DVD
2. ↑  C. Illana, G. Moreno, M. Lizárraga: Catalogo de Myxomycetes de México. In: Stapfia. Band 73, Linz 2000, S. 167–186, zobodat.at [PDF]
3. ↑  Marie L. Farr: Myxomycetes. In: Flora Neotropica. Band 16. The New York Botanical Garden, New York 1976, ISBN 0-89327-009-1, S. 57.
4. ↑  Michael J. Dykstra, Harold W. Keller: Mycetozoa In: John J. Lee, G. F. Leedale, P. Bradbury (Hrsg.): An Illustrated Guide to the Protozoa. Band 2. Allen, Lawrence 2000, ISBN 1-891276-23-9, S. 967 (englisch).
5. 1 2  M. Poulain, M. Meyer, J. M. Bozonnet: Dianema inconspicuum Poulain, Meyer & Bozonnet, espece nouvelle de Myxomycota, et les especies nivales du genre Dianema. In: Stapfia 73: S. 85–92, 2000